# Audun Fløtten
Audun Brekke Fløtten (Åmot, 20 augustus 1990) is een Noors wielrenner die anno 2018 rijdt voor Team Virtu Cycling.

## Carrière
In 2013 won Fløtten, samen met zijn ploeggenoten van Joker Merida, de ploegentijdrit in de Circuit des Ardennes. Later dat jaar werd hij achtste op het nationale kampioenschap op de weg, op twee seconden van winnaar Thor Hushovd.
Nadat hij in 2016 tweede was geworden achter Mads Pedersen, won Fløtten in 2017 de Ronde van Funen.

## Overwinningen
2013
3e etappe Circuit des Ardennes (ploegentijdrit)
2017
Ronde van Funen

## Ploegen
- 2010 –  Ringeriks-Kraft
- 2011 –  Ringeriks-Kraft
- 2012 –  Joker Merida
- 2013 –  Joker Merida
- 2014 –  Motiv3 Pro-Cycling Team (tot 31-7)
- 2015 –  Team Ringeriks-Kraft
- 2016 –  Team Ringeriks-Kraft
- 2017 –  Uno-X Hydrogen Development Team
- 2018 –  Team Virtu Cycling

Andersen · Asgreen · Egholm · Fløtten · Guldhammer · Honoré · Jeppesen · Kamp · Krigbaum · Langballe · Larsen · Schultz · Veyhe